# Внешние Гебридские острова
Внешние Гебридские острова (англ. Outer Hebrides, гэльск. Na h-Eileanan Siar) — северо-западная часть архипелага Гебридских островов. Административно образует округ Шотландии На-х-Э́ланан-Ши́ар (гэльск. Na h-Eileanan Siar); ранее для округа в основном использовалось название Уэстерн-Айлс (англ. Western Isles), но с 1997 года в обоих языках официально используется гэльское название. Крупнейший населённый пункт и административный центр округа — Сторновей.

## География
Архипелаг состоит из 15 обитаемых островов и 50 с лишним необитаемых. Он отделён от острова Великобритания и Внутренних Гебрид проливом Норт-Минч и Гебридским морем.
Крупнейший остров Льюис-энд-Гаррис состоит из традиционно рассматриваемых по отдельности частей Льюис и Гаррис (называемых Isles, то есть «островами», хотя по сути ими не являющимися). Другие крупные острова — Норт-Уист, Бенбекьюла, Саут-Уист и Барра. Включает также большое количество мелких островов и шхер.
В отдалении, в 23 километрах западнее Льюиса, находятся острова Фланнана — небольшой архипелаг, необитаемый с 1971 года, а в 64 километрах к западо-северо-западу от острова Норт-Уист расположен изолированный архипелаг Сент-Килда, постоянное население которого было эвакуировано в 1930 году.
В состав области Уэстерн-Айлс входят удалённые острова Рона, Сулискер на севере и Роколл на западе. Последний представляет собой необитаемую скалу на севере Атлантического океана. Его принадлежность к Великобритании оспаривается соседними странами — Данией (Фарерские острова), Ирландией и Исландией.

## История

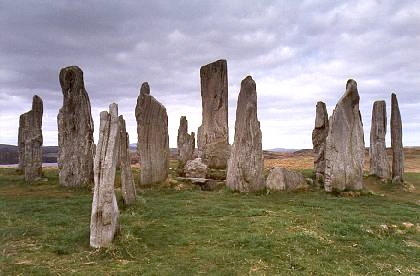
Калланиш

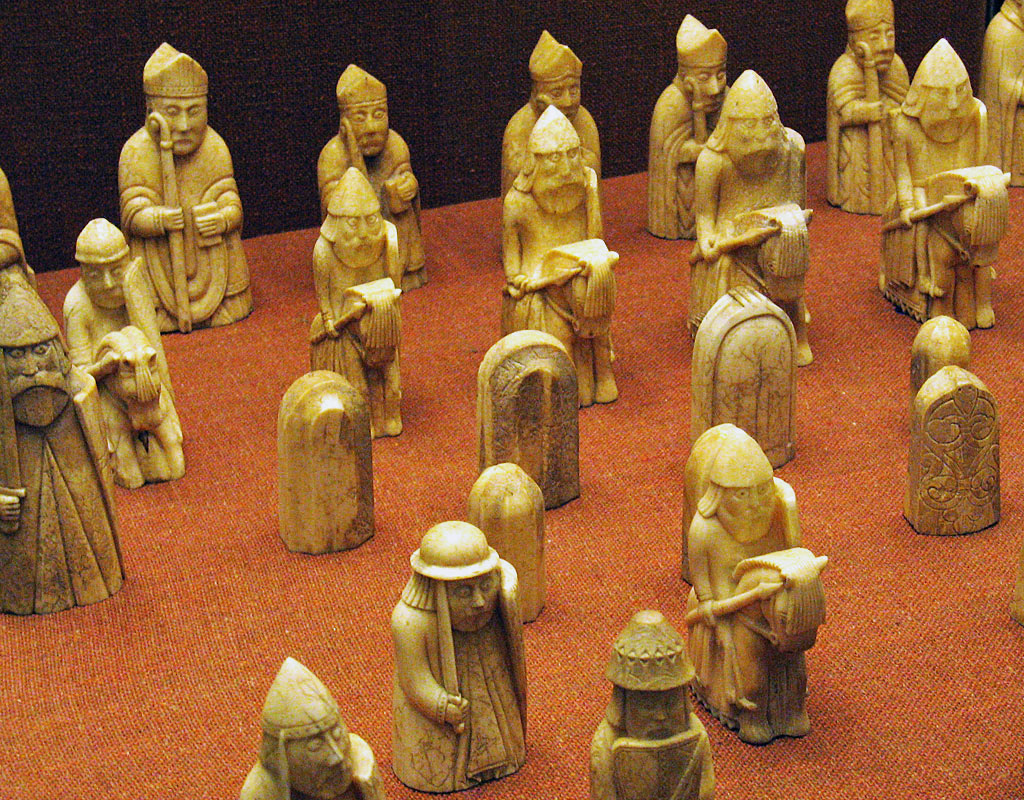
«Шахматы с острова Льюис»

На Льюисе находится примечательный памятник эпохи неолита — Калланиш. В реконструированной нынешней форме «камни Калланиша» были установлены в период неолита, между 2900 и 2600 годами до н. э. И ранее, до 3000 года до н. э., здесь находилось святилище. Калланиш образуют 13 групп камней или отдельных монументов, вертикально установленных и образующих круги диаметром до 13 метров. Высота камней колеблется от 1 до 5 метров (в среднем же около 4 метров). Вырублены они из местного гнейса.
Первые письменные упоминания о Внешних Гебридах относятся к античности (Плиний Старший, Птолемей).
В Средние века острова принадлежали Норвегии, но по Пертскому договору перешли к Шотландии. В 1831 году на Льюисе были найдены «Шахматы с острова Льюис» — 78 средневековых шахматных фигур из моржового клыка, вместе с 14 шашками для игры типа нард и пряжкой для ремня. Предположительно они были изготовлены в XII веке норвежскими резчиками, по-видимому, из Тронхейма, где были найдены схожие артефакты.

## Население
| 2001    | 2002    | 2003    | 2004    | 2005    | 2006    | 2007    | 2008    | 2009    |
| ------- | ------- | ------- | ------- | ------- | ------- | ------- | ------- | ------- |
| 26 450  | ↘26 350 | ↗26 430 | ↗26 650 | ↗26 930 | ↗27 060 | ↗27 210 | ↗27 280 | ↗27 420 |
| 2010    | 2011    | 2012    | 2013    | 2014    | 2015    | 2016    | 2017    | 2018    |
| ↗27 600 | ↗27 690 | ↘27 560 | ↘27 400 | ↘27 250 | ↘27 070 | ↘26 900 | ↗26 950 | ↘26 830 |
| 2019    |         |         |         |         |         |         |         |         |
| ↘26 720 |         |         |         |         |         |         |         |         |

Во Внешних Гебридах в 2019 году проживало более двадцати шести тысяч человек при средней плотности населения около 9 человек на км², из них на крупнейшем острове Льюис-энд-Гаррис — более девятнадцати тысяч.
Всего в архипелаге 15 населённых островов:
| Остров (русск.)   | Остров (англ.)   | Остров (гал.)           | Население, чел. (2011) | Население, чел. (2001) |
| ----------------- | ---------------- | ----------------------- | ---------------------- | ---------------------- |
| Льюис-энд-Гаррис  | Lewis and Harris | Leòdhas agus na Hearadh | 21 031                 | 19 918                 |
| Саут-Уист         | South Uist       | Uibhist a Deas          | 1754                   | 1818                   |
| Норт-Уист         | North Uist       | Uibhist a Tuath         | 1254                   | 1271                   |
| Бенбекьюла        | Benbecula        | Beinn nam Fadhla        | 1303                   | 1219                   |
| Барра             | Barra            | Barraigh                | 1174                   | 1078                   |
| Скалпей           | Scalpay          | Sgalpaigh               | 291                    | 322                    |
| Грейт-Бернера     | Great Bernera    | Beàrnaraigh Mòr         | 252                    | 233                    |
| Гримсей, северный | Grimsay (north)  | Griomasaigh             | 169                    | 201                    |
| Бернерей          | Berneray         | Beàrnaraigh             | 138                    | 136                    |
| Эрискей           | Eriskay          | Èirisgeigh              | 143                    | 133                    |
| Ватерсей          | Vatersay         | Bhatarsaigh             | 90                     | 94                     |
| Балешар           | Baleshare        | Baile Sear              | 58                     | 49                     |
| Гримсей (южный)   | Grimsay (south)  | Griomasaigh             | 20                     | 19                     |
| Флодда            | Flodaigh         | Flodaigh                | 7                      | 11                     |
| Фрух-Элен         | Fraoch-eilean    | Fraoch-eilean           | ?                      | ?                      |
| Всего             |                  |                         | 27 684                 | 26 502                 |

## Основные населённые пункты
- Сторновей (Льюис)
- Тарберт (Гаррис)
- Лохмадди (Норт-Уист)
- Баливаних (Бенбекьюла)
- Лохбойсдейл (Саут-Уист)
- Карлсбей (Барра)

## Гэльский язык
На Внешних Гебридах больше всего в Великобритании распространён гэльский язык.

## Экономика
Внешние Гебриды производят одну из марок твида под названием Харрис Твид — ткань ручной работы, для создания которой используется шерсть местного производства. В прошлом эту ткань вручную окрашивали специально изготовленными красителями, для производства которых использовался лишайник рода Пармелия.